# Chrysops indianus
Chrysops indianus är en tvåvingeart som beskrevs av Ricardo 1902. Chrysops indianus ingår i släktet Chrysops och familjen bromsar. Inga underarter finns listade i Catalogue of Life.